# Hieronim Ullrich
Hieronim Ullrich, gozdar češkega rodu, * 31. marec 1811, Horní Orlice, Češka, † 13. januar 1866, Kranj.

## Življenje in delo
Po končani gozdarski šoli v Dašicah (1830) je služboval kot gozdarski pripravnik in pristav po zasebnih veleposestvih na Češkem in Moravskem, med marcem in novembrom  1837 je bil neplačani pripravnik v službi komorne carinske uprave v Bovcu, do oktobra 1838 je bil gozdar pri kameralnem gospostvu na Bledu nato do 1859 gozdarski nadupravitelj Blejskega gospostva briksenške škofije, od 1859 pa ravnatelj Zoisovih fužin na Javorniku. V letih 1850, 1854 in 1858 je bil tudi izpraševalni komisar pri državnih izpitih za območje gozdnega gospodarstva v Ljubljani. Ullrich je bil med ustanovitelji gozdarskega društva za avstrijske alpske dežele in njegov prvi generalni tajnik, društvo je delovalo 5 let in izdajalo 14-dnevna nemško pisana poročila, ki jih je Ullrich urejal. Imel je bogato knjižnico nemških, francoskih in italijanskih klasikov ter zgodovinskih  del, ki pa se je razgubila. Bil je  dober znanec F. Prešerna, ki je Ullrichu podaril lastnoročni prepis rokopisa Nebeške proces'je, s posvetilom (shranjeno v NUK). 
Ullrich je napisal več strokovnih razprav o tedanjih gozdno gospodarskih razmerah na Kranjskem, uredil je knjigo Verhandlungen des Forstvereines der österr. Alpenländer bei der ersten Generalversammlung vom 1.–5 (Celovec, 1852;  Ljubljana, 1853).